# Élections fédérales canadiennes de 2019 dans les territoires du Nord canadien
Les élections fédérales canadiennes de 2019 dans les Territoires canadiens, comme dans le reste du Canada, ont lieu le 21 octobre 2019. Les Territoires sont représentées par 3 députés à la Chambre des communes, soit le même nombre que lors des élections fédérales canadiennes de 2015 dans les territoires.

## Résultats généraux
|                          | Nom                      | Parti politique          | Voix   | %       | Majorité |
| ------------------------ | ------------------------ | ------------------------ | ------ | ------- | -------- |
|                          | .                        | Libéral                  | 16 285 | 35,32 % | 2 902    |
|                          | .                        | Conservateur             | 13 383 | 29,02 % |          |
|                          | .                        | NPD                      | 11 811 | 25,62 % |          |
|                          | .                        | Vert                     | 4 055  | 8,79 %  |          |
|                          | .                        | Parti populaire          | 575    | 1,25 %  |          |
| Total des votes valides  | Total des votes valides  | Total des votes valides  | 46 109 | 100 %   |          |
| Total des votes rejetés  | Total des votes rejetés  | Total des votes rejetés  | 0      | 0 %     |          |
| Total des votes exprimés | Total des votes exprimés | Total des votes exprimés | 46 109 | 59,27 % |          |
| Électeurs inscrits       | Électeurs inscrits       | Électeurs inscrits       | 77 797 |         |          |